# Gabriel Laryea
Gabriel Sowah Laryea (* 29. Januar 1924; † 23. Juni 2009) war ein ghanaischer Leichtathlet.
1952 trat Laryea als einer von sieben Athleten für die Goldküste bei den Olympischen Sommerspielen in der finnischen Hauptstadt Helsinki an. Im ersten Vorlauf des 100-Meter-Wettkampfes schied der 28-Jährige mit einer Zeit von 11,1 Sekunden als Dritter aus; im zweiten Vorlauf des 4-mal-100-Meter-Staffelbewerbes erreichte die Mannschaft der Goldküste mit Laryea als Startläufer sowie mit George Acquaah, John Owusu und Augustus Lawson nach einer Zeit von 42,1 Sekunden als Vierte das Ziel, was abermals das Aus in Runde eins bedeutete.